# PiKi
PiKi(피키)는 일본의 여성 아이돌 그룹이다. 소속 사무소는 주식회사 아소비시스템.

## 개요
아소비시스템에 의해 2022년에 발족한 신 프로젝트 「KAWAII LAB.」로부터 탄생한 유닛. 그룹명은 「기존 KAWAII LAB.의 「KAWAII」함에 「RETRO」를 더하여 새로운 음악과 문화를 세계로 발신해간다.」는 뜻이 담겨있다.

## 구성원
이름, 생년월일
- 마츠모토 카렌 (松本 かれん, 2002년 3월 27일(23세)), 지바현 출신 - FRUITS ZIPPER 소속
- 사쿠라바 하루카 (桜庭 遥花, 2006년 1월 29일(19세)), 홋카이도 출신 - CUTIE STREET 소속 - PRODUCE 101 JAPAN THE GIRLS 참가자

## 작품

### 싱글
1. Kawaii Kaiwai (2025년 9월 3일)

### 디지털 싱글
1. Kawaii Kaiwai (2025년 7월 5일)
2. Tell Me Tell Me ☆ (2025년 7월 21일)